# پیش‌روی (رمان)
پیش‌روی (انگلیسی: The March) نام رمانی از ای. ال. دکتروف است که در سال ۲۰۰۵ منتشر شد. این کتاب برنده جایزه پن/فاکنر برای داستان (۲۰۰۶) و جایزه انجمن ملی منتقدان کتاب (۲۰۰۵) و نامزد جایزه پولیتزر (۲۰۰۶) بود. داستان وقایع جنگ‌های داخلی آمریکا را بازگو می‌کند.

## داستان
وقایع داستان «پیش روی» در اواخر سال ۱۸۶۴ و اوایل ۱۸۶۵ میلادی روی می‌دهند. شخصیت اصلی داستان، ژنرالی به نام ویلیام شرمن است که سپاه ۶۰ هزار نفری خود را از جنوب آمریکا در مسیری به حرکت در می‌آورد که در نهایت آنچه باقی می‌ماند مسیری به مسافتی ۶۰ مایل است. رمان با پایان یافتن جنگ به انتها می‌رسد و آنچه بر جا مانده جز بوی باروت و خون نیست. سربازانی که تصور می‌کنند با اتمام روزهای سخت، آرامش را تجربه خواهند کرد از آینده خبر ندارند؛ روزهایی که زخم‌های روحی و جسمی سر باز خواهند کرد. داستان با گام‌های سربازان و پیشروی ارتش به جلو می‌رود و یکی از نکات قابل توجه در سراسر داستان، تغییراتی ناگهانی است که در شخصیت‌ها به وضوح قابل مشاهده است.